# Inquietude
Inquietude é um filme português, realizado por Manoel de Oliveira, no ano de 1998.  É baseado no conto  A Mãe de um Rio de Agustina Bessa-Luís e na peça Os Imortais, de Prista Monteiro.
É a primeira aparição, na obra de Oliveira, de Ricardo Trêpa e de Leonor Baldaque. 

## Enredo
Construído em “sketches”, o filme é composto por diferentes episódios. Um deles baseia-se na peça Os Imortais, de Prista Monteiro, em que José Pinto e Luís Miguel Cintra se enfrentam, a que assiste a personagem de Suzy, na segunda história, adaptada de António Patrício, da qual surge, como um
rio, a narrativa lendária da Mãe de um Rio, escrita por Agustina Bessa-Luís e interpretada por Irene Papas. 

## Elenco
- Afonso Araújo - Rapaz
- Leonor Araújo - Rapariga
- Leonor Baldaque - Fisalina
- Fernando Bento - Pai de Fisalina
- Rita Blanco - Gabi
- David Cardoso
- Luís Miguel Cintra - Filho
- Diogo Dória - Ele
- Alexandre Melo - Amigo
- João Costa Menezes - Convidado
- Clara Nogueira - Empregada
- André Pacheco - Irmão 2
- Irene Papas - Mãe
- Marco Pereira
- José Pinto - Pai
- António Reis - Conde
- Isabel Ruth - Marta
- Leonor Silveira - Suzy
- Adelaide Teixeira - Madrasta
- Ricardo Trêpa - Namorado

## Prémios[2]
Globos de Ouro
| Ano  | Categoria         | Resultado |
| ---- | ----------------- | --------- |
| 1999 | Melhor Realizador | Vencedor  |